# Wallows
Wallows és una banda de rock alternatiu estatunidenc provinent de Los Angeles formada per Dylan Minnette, Braeden Lemasters i Cole Preston. La banda va començar a publicar cançons a l'abril de 2017 començant amb "Pleaser", la qual va aconseguir número dos en el rànquing de Spotify Top Viral 50. En 2018, van signar un contracte amb la discogràfica Atlantic Records i van publicar el seu EP debut Spring. El seu àlbum d'estudi debut, Nothing Happens, va eixir a la venda en 2019 i va incloure el seu famós senzill "Are You Bored Yet?".

## Història

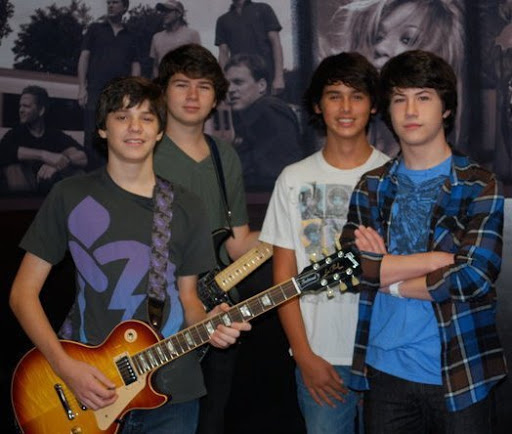
El grup, l'any 2011

Els membres de la banda són: Braeden Lemasters (guitarra i vocalista), Cole Preston (bateria), i Dylan Minnette (guitarra i vocalista) —primer van formar un grup musical quan eren xiquets, en un programa musical de Califòrnia Del sud (GigMasterz in TKeyboard Galleria Music Center), es van dir "Join the Band". Durant la següent dècada, el trio va actuar diverses vegades junts, dient-se de moltes formes diferents. També van tocar en el famós Warped Tour en 2011.
A l'abril de 2017, la banda va treure el seu primer senzill sota el nom Wallows, "Pleaser". La cançó finalment aconseguiria el número dos en el rànquing de Spotify Global Viral 50 i el número u en la llista de reproducció local de l'emissora KROQ. Al maig de 2017, Wallows treu un segon senzill, "Sun Tan", i comença a tocar en concerts en l'àrea de Los Angeles, esgotant les entrades en The Roxy i el Troubadour. El seu tercer senzill, "Uncomfortable", va ser publicat al setembre de 2017.
Al novembre de 2017, la cançó, "Pulling Leaves Off Trees", va ser estrenada en el programa de ràdio Zane Lowe's a l'emissora mundial Beats 1. Aquell mes, la banda també va anunciar el seu primer tour "Winter Tour" a Amèrica del Nord que es celebraria del gener 24 al 3 de febrer del 2018. El tour es va obrir a San Francisco. Mesos més tard, a causa del soldout dels concerts anteriors, es va anunciar una segona part del tour ampliant-lo fins al 13 de març. Al febrer de 2018, la banda va anunciar que havien signat un contracte amb la discogràfica Atlantic Records i planejaven publicar el seu EP debut, Spring, a l'abril de 2018. També van publicar un nou senzill, "Pictures of Girls", el seu primer senzill amb la discogràfica. La cançó va ser molt ben acollida per la premsa, com per l'emissora de ràdio de rock alternatiu Alt Nation, pertanyent a l'emissora SiriusXM.
Wallows va acabar el seu tour nord-americà al festival South by Southwest al març de 2018. Més tard aqueix mes, van treure un segon senzill de Spring titulat "These days". El EP complet va eixir a la venda el 6 d'abril de 2018 per Atlantic Records i va ser produït per John Congleton.
L'1 de febrer de 2019, Wallows va treure un nou senzill, "Are You Bored Yet?" al costat de la cantant Clairo. Aquesta cançó és part del seu àlbum debut, Nothing Happens, que va ser publicat el 22 de març de 2019. Un videoclip musical va ser també publicat aqueix dia amb cameos de Noah Centineo i Kaitlyn Dever.
Wallows va iniciar llavors una segona part del seu tour Nothing Happens al febrer de 2020, continuació de la seua Nothing Happens Tour de 2019, per a 15 concerts addicionals. La banda ha participat en ONGs sense ànim de lucre locals en cada de les ciutats per les quals han passat durant el seu tour, com a Projecte Lazarus o el Centre LGBT de Raleigh.Abans de cada espectacle, la banda publicava en les seves xarxes socials una llista d'objectes que es podien donar per a que els fans als concerts pogueren col·laborar portant alguna cosa (amb l'incentiu de portar-se gratis un pin de Wallows a canvi de donar), i van aconseguir una enorme quantitat d'objectes després de tots els seus concerts. En una entrevista amb la cadena de ràdio de Tampa 97X, Minnette va comentar que l'organització amb la qual ells van col·laborar a Fort Lauderale, Florida (Handy Inc.) va dir que els seguidors de Wallows havien portat al seu concert un equivalent a cinc mesos de subministraments que ells hagueren recol·lectat.
Wallows va aconseguir el núm. 1 en la llista artistes revelació de Billboard el 23 de febrer de 2019.

## Membres
- Dylan Minnete - vocalista, guitarra rítmica i teclats (2017 - ara)
- Braeden Lemasters - vocalista, guitarra principal i guitarra de greus (2017 - ara)
- Cole Preston - bateria, teclat, cor i vocalista (2017 - ara)

## Discografia

### Àlbums d'estudi
| 2019 | Nothing Happens - Data de publicació: 22 de març de 2019 - Discogràfica: Atlantic Recods - Formats: descàrrega digital, CD, LP i Casset - Calificación de Allmusic: 3,5/5                                         | 75 | 13 | 8 | —  | —  | —  |
| 2022 | Tell Me That It's Over - Data de publicació: 25 de març de 2022 - Discogràfica: Atlantic Recods - Formats: descàrrega digital, CD, Casset i LP - Calificación de Allmusic: 4/5 - Puntuación de Metacritic: 79/100 | 49 | 7  | 5 | 87 | 97 | 88 |

### Álbums recopilatoris
| Año  | Álbum |
| ---- | --- |
| 2022 | Wallows Singles Collection 2017-2020 - Data de publicació: 23 d'abril de 2022 - Discogràfica: Atlantic Records - Formats: LP |

### EPs
| Any  | Àlbum | Posicionament en llistes | Posicionament en llistes | Posicionament en llistes |
| Any  | Àlbum | EUA                      | EUA Rock                 | EUA Alt.                 |
| ---- | --- | ------------------------ | ------------------------ | ------------------------ |
| 2014 | The Narwhals - Data de publicació: 10 d'octubre de 2014 - Discogràfica: Independent - Formats: descàrrega digital, CD, Casset i LP                                  | —                        | —                        | —                        |
| 2018 | Spring - Data de publicació: 6 d'abril de 2018 - Discogràfica: Atlantic Records - Formats: descàrrega digital, CD, Casset i LP                                      | —                        | —                        | —                        |
| 2020 | Remote - Data de publicació: 23 d'octubre de 2020 - Discogràfica: Atlantic Records - Formats: descàrrega digital, CD, Casset i LP - Calificación de Allmusic: 3,5/5 | 129                      | 23                       | 12                       |

## Premis i nominacions
| Premi              | Any  | Categoria                           | Resultat | Ref    |
| ------------------ | ---- | ----------------------------------- | -------- | ------ |
| MTV EMAs           | 2020 | Mejor Artista Push                  | Nominat  |        |
| IHeartRadio Awards | 2021 | Artista revelación Rock/Alternativo | Nominat  | [ 28 ] |

## Gires

### Winter Tour
| Local                                        | Data       |
| -------------------------------------------- | ---------- |
| Great American Music Hall, San Francisco, CA | 24/01/2018 |
| Doug Fir Lounge, Portland, OR                | 26/01/2018 |
| Rio Theater, Vancouver, BC                   | 27/01/2018 |
| Chop Suey, Seattle, WA                       | 28/01/2018 |
| Velvet Jones, Santa Barbara, CA              | 30/01/2018 |
| House of Blues Voodoo Room, San Diego, CA    | 01/02/2018 |
| El Rey Theater, Los Angeles, CA              | 02/02/2018 |
| The Observatory, Los Angeles, CA             | 02/03/2018 |
| Lincoln Hall, Chicago, IL'                   | 22/02/2018 |
| Third Man Records, Detroit, MI               | 23/02/2018 |
| Mod Club, Toronto, ON                        | 24/02/2018 |
| Middle East, Cambridge, MA                   | 26/02/2018 |
| Bowery Room, New York, NY                    | 01/03/2018 |
| Foundry, Philadelphia                        | 02/03/2018 |
| Union Stage, Washington, DC                  | 03/03/2018 |
| The Broadberry, Richmond, VA                 | 05/03/2018 |
| Cat's Cradle, Carrboro, NC                   | 06/03/2018 |
| The Grey Eagle, Asheville, TN                | 07/03/2018 |
| Third Man Records, Nashvile, TN              | 09/03/2018 |
| Vinyl, Atlanta, GA                           | 10/03/2018 |
| Club DADA, Dallas, TX                        | 12/03/2018 |

### Nothing Happens Tour
| Local                                                                          | Data                  |
| ------------------------------------------------------------------------------ | --------------------- |
| Coachella, Indio, CA                                                           | 13/04/2019 20/04/2019 |
| Wonder Ballroom, Portland, OR                                                  | 22/04/2019            |
| Venue Nightclub, Vancouver, Canadá                                             | 23/04/2019            |
| Neumos, Seattle, WA                                                            | 24/04/2019            |
| The Fillmore, San Francisco, CA                                                | 26/04/2019 27/04/2019 |
| House of Blues Dallas, Dallas, TX (cancel·lat per incendi al autobús del tour) | 30/04/2019            |
| Scoot Inn, Austin, TX                                                          | 01/05/2019            |
| Warehouse Live, Houston, TX                                                    | 02/05/2019            |
| Shaky Knees Festival, Atlanta, GA                                              | 04/05/2019            |
| The Masquerade Atlanta, GA                                                     | 04/05/2019            |
| Unio Transfer, Filadelfia, PA                                                  | 06/05/2019            |
| 09:30 Club, Washington, D.C.                                                   | 07/05/2019            |
| The Fox Theatre, Boulder, CO                                                   | 18/05/2019            |